# Кубок бельгійської ліги з футболу 1998—1999
Кубок бельгійської ліги з футболу 1998-1999 — 6-й розіграш Кубка ліги у Бельгії. Переможцем вперше став Сінт-Трейден.

## Календар
| Раунд        | Дата                         | Матчі | Клуби   |
| ------------ | ---------------------------- | ----- | ------- |
| Перший раунд | 12-17 серпня 1998            | 9     | 23 → 14 |
| Другий раунд | 2 грудня 1998 - 5 січня 1999 | 6     | 14 → 8  |
| 1/4 фіналу   | 24-28 березня 1999           | 4     | 8 → 4   |
| 1/2 фіналу   | 13-20 квітня 1999            | 2     | 4 → 2   |
| Фінал        | 13 травня 1999               | 1     | 2 → 1   |

## Перший раунд
| Команда 1      | Рахунок      | Команда 2           |
| -------------- | ------------ | ------------------- |
| 12 серпня 1998 |              |                     |
| Остенде        | 0:1          | Лірс                |
| Антверпен (2)  | 3:1          | Варегем (2)         |
| 14 серпня 1998 |              |                     |
| Ендрахт (Алст) | 0:3          | Стандард (Льєж)     |
| 15 серпня 1998 |              |                     |
| Вестерло       | 3:2          | Мускрон             |
| Моленбек (2)   | 2:2 пен. 4:5 | Беверен             |
| Мехелен (2)    | 2:2 пен. 1:4 | Серкль (Брюгге) (2) |
| Сінт-Трейден   | 3:1          | Кортрейк            |
| Ломмель        | 3:2          | Гент                |
| 17 серпня 1998 |              |                     |
| Шарлеруа       | 2:2 пен. 3:5 | Локерен             |

## Другий раунд
| Команда 1     | Рахунок      | Команда 2           |
| ------------- | ------------ | ------------------- |
| 2 грудня 1998 |              |                     |
| Локерен       | 1:2          | Ломмель             |
| Сінт-Трейден  | 4:0          | Серкль (Брюгге) (2) |
| Беверен       | 2:3          | Стандард (Льєж)     |
| Антверпен (2) | 1:2          | Андерлехт           |
| Лірс          | 0:0 пен. 5:4 | Харелбеке           |
| 5 січня 1999  |              |                     |
| Вестерло      | 3:4          | Жерміналь-Екерен    |

## 1/4 фіналу
| Команда 1       | Рахунок      | Команда 2        |
| --------------- | ------------ | ---------------- |
| 24 березня 1999 |              |                  |
| Андерлехт       | 3:1          | Лірс             |
| Беверен         | 3:3 пен. 4:5 | Жерміналь-Екерен |
| 26 березня 1999 |              |                  |
| Ломмель         | 1:3          | Сінт-Трейден     |
| 28 березня 1999 |              |                  |
| Генк            | 2:2 пен. 4:3 | Брюгге           |

## 1/2 фіналу
| Команда 1        | Рахунок      | Команда 2    |
| ---------------- | ------------ | ------------ |
| 13 квітня 1999   |              |              |
| Жерміналь-Екерен | 3:2          | Андерлехт    |
| 20 квітня 1999   |              |              |
| Генк             | 1:1 пен. 4:5 | Сінт-Трейден |

## Фінал
| 13 травня 1999 |

| Сінт-Трейден                            | 4:3      | Жерміналь-Екерен                       |
| --------------------------------------- | -------- | -------------------------------------- |
| Тепперс 21' (пен.), 54' Рудоня 68', 75' | Протокол | ван Анкерен 61' Моргає 85' Гофманс 88' |

| Стаєн, Сінт-Трейден Глядачів: 3 500 Арбітр: Ерік Ромен |